# Нива, Анн
Анн Нива́ (род. 18 июня 1969) — французская журналистка и хроникёр военных конфликтов. Специализируется на освещении событий в горячих точках мира (Чечня, Ирак, Афганистан и др.), иногда добираясь туда без разрешения властей.

## Общая информация
В 2000 году Анн Нива завоевала французскую журналистскую премию Альберта Лондра за книгу Chienne de guerre: une femme reporter en Tchétchénie (в российском издании — «Проклятая война»), которую она написала после нелегального пребывания в Чечне. В 2004 году она получила литературную премию Эрвана Берго за книгу о последствиях войн в Афганистане и Ираке. Последние десять лет провела в местах военных конфликтов, где слишком часто никто не даёт права голоса местному населению.
Для Анн Нива характерна своеобразная манера сбора информации. Она работает, как правило, без официальной аккредитации, не использует современные гаджеты, а лишь блокнот и авторучку, живёт только в домах местных жителей и одевается как местные женщины. Она утверждает своё право на «неторопливый рассказ», на репортажи «по-старинке», на голос «изнутри» событий, растворяясь в местном быте, сообщая о том, что действительно происходит в данной местности. Репортажи Анн Нива отличаются удивительной достоверностью деталей.
Анн Нива ранее была московским корреспондентом журнала Libération. С 2004 года она является специальным корреспондентом журнала Le Point.

## Скандал с высылкой из России
13 февраля 2012 года разразился скандал в связи с решением ФМС РФ о высылке Анн Нива из России по причине использования деловой визы для ведения творческой деятельности и встреч с российскими оппозиционерами. После скандала, ударившего по имиджу российских властей, 17 февраля писательница получила приглашение от российского посольства для оформления ей новой визы.
Анн — дочь историка литературы и слависта Жоржа Нива. Она замужем за журналистом Жан-Жаком Бурденом. У них есть сын, родившийся в 2006 году.

## Книги
- Quand les médias russes ont pris la parole : de la glasnost à la liberté d’expression, 1985—1995, L’Harmattan, 1997 («Когда русские СМИ заговорили»)
- Chienne de guerre : une femme reporter en Tchétchénie, Fayard, 2000 (в русском издании «Проклятая война», другой вариант названия: «Сучья война»)
- Algérienne, avec Louisette Ighilahriz, Fayard, 2001
- La Maison haute, Fayard, 2002 («Высотка»)
- La guerre qui n’aura pas eu lieu, Fayard, 2004
- Lendemains de guerre en Afghanistan et en Irak, 2004
- Islamistes, comment ils nous voient, 2006
- Par les monts et les plaines d’Asie Centrale, Fayard, 2006
- Bagdad Zone rouge, Fayard, 2008
- Correspondante de guerre, Soleil Productions, 2009
- Les brouillards de la guerre, Fayard, 2011